# Kevin Schwantz

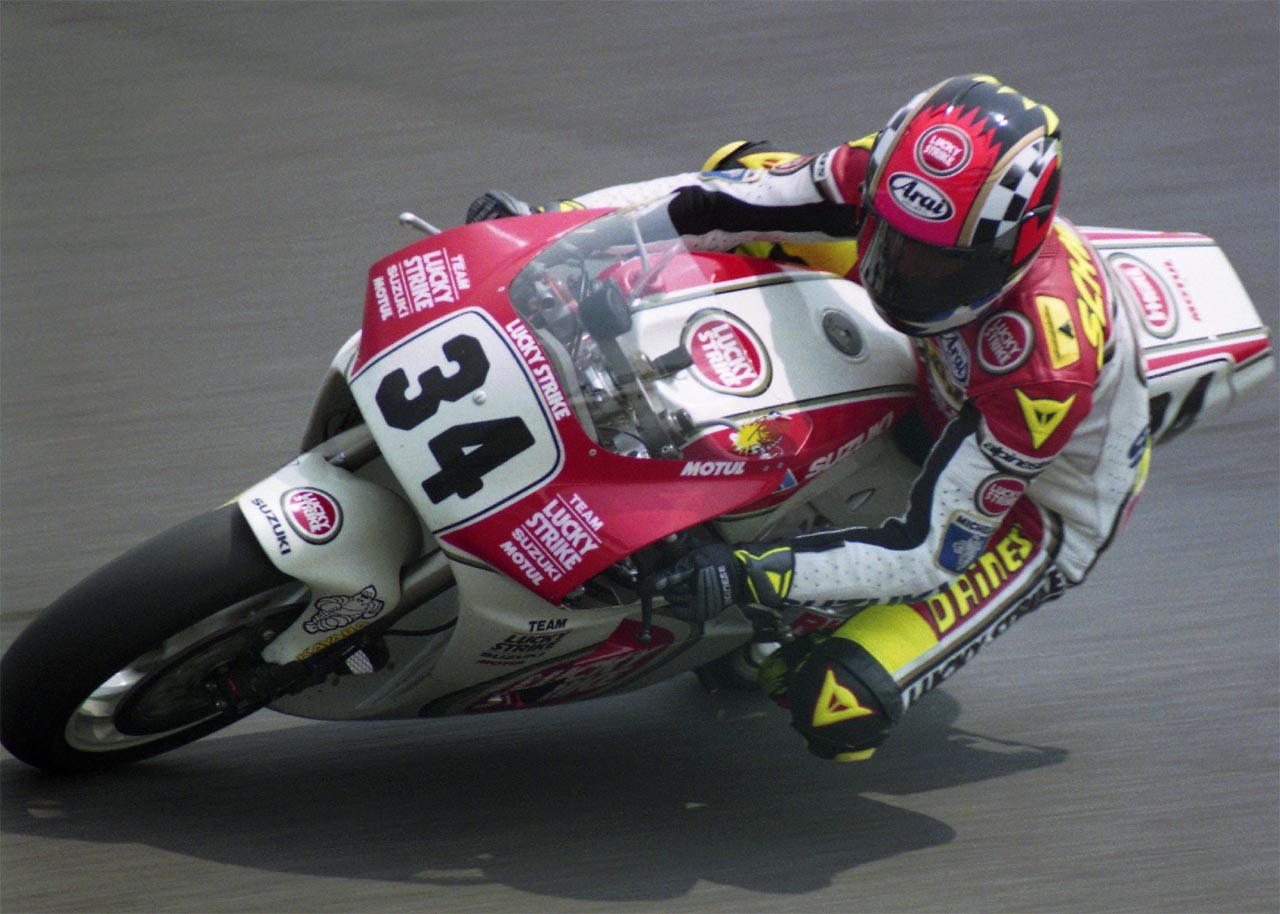
Schwantz 1993 auf Suzuki beim Grand Prix von Japan

Kevin Schwantz (* 19. Juni 1964 in Paige, Texas) ist ein ehemaliger US-amerikanischer Motorradrennfahrer.

## Karriere
Schwantz beteiligte sich zunächst an Dirttrack-Rennen und fuhr in der AMA Superbike Championship. Im Jahre 1986 nahm er erstmals an der Motorrad-Weltmeisterschaft in der Klasse bis 500 cm³ teil. Von Anfang an sorgte sein wilder Fahrstil für Aufsehen. Bis 1995 erreichte der Texaner 25 Grand-Prix-Siege und wurde 1993 Weltmeister in der 500-cm³-Klasse. Schwantz fuhr ausschließlich für das Suzuki-Werksteam.
Schwantz gilt als einer der beliebtesten Rennfahrer der Geschichte. Von ihm stammt der legendär gewordene Ausspruch über das Anbremsen vor Kurven: „Wenn du Gott siehst, dann musst du bremsen“.
Seine Startnummer war die 34. Die Nummer war für ihn das Gegenteil seiner Glückszahl 43. Am 9. Juni 1995 verkündete der Weltverband FIM, dass die Startnummer 34 ihm zu Ehren in der Königsklasse der Motorrad-Weltmeisterschaft nicht mehr vergeben wird.
Aktuell betreibt Kevin Schwantz in Texas die Kevin Schwantz Master-School, eine Motorradrennfahrerschule.
Im Juli 2013 kehrte Kevin Schwantz noch einmal auf die Rennpiste zurück und bestritt zusammen mit Yukio Kagayama und Noriyuki Haga das 8-Stunden-Rennen von Suzuka. Das Team startete auf Suzuki GSX-R1000 und belegte den dritten Rang.

## Statistik

### Titel
- 1988 – Sieger beim Daytona 200 auf Suzuki
- 1988 – Sieger beim Macau Grand Prix auf Suzuki
- 1993 – 500-cm³-Weltmeister auf Suzuki
- 25 Grand-Prix-Siege

### Ehrungen
- Aufnahme in die MotoGP Hall of Fame
- Aufnahme in die Motorcycle Hall of Fame[2]

### In der Motorrad-WM
| Saison | Klasse  | Motorrad | Rennen | Siege | Podien | Poles | Punkte | Ergebnis    |
| ------ | ------- | -------- | ------ | ----- | ------ | ----- | ------ | ----------- |
| 1986   | 500 cm³ | Suzuki   | 4      | 0     | 0      | 0     | 2      | 22.         |
| 1987   | 500 cm³ | Suzuki   | 3      | 0     | 0      | 0     | 11     | 16.         |
| 1988   | 500 cm³ | Suzuki   | 14     | 2     | 4      | 0     | 119    | 8.          |
| 1989   | 500 cm³ | Suzuki   | 15     | 6     | 9      | 9     | 162    | 4.          |
| 1990   | 500 cm³ | Suzuki   | 15     | 5     | 10     | 7     | 188    | 2.          |
| 1991   | 500 cm³ | Suzuki   | 14     | 5     | 8      | 5     | 204    | 3.          |
| 1992   | 500 cm³ | Suzuki   | 12     | 1     | 3      | 1     | 99     | 4.          |
| 1993   | 500 cm³ | Suzuki   | 14     | 4     | 11     | 6     | 248    | Weltmeister |
| 1994   | 500 cm³ | Suzuki   | 11     | 2     | 6      | 1     | 169    | 4.          |
| 1995   | 500 cm³ | Suzuki   | 3      | 0     | 0      | 0     | 34     | 15.         |
| Gesamt | Gesamt  | Gesamt   | 105    | 25    | 51     | 29    | 1236   |             |